# Atlantis no Nazo
Atlantis no Nazo (アトランチスの謎? lett. "Il mistero di Atlantide") è un videogioco a piattaforme sviluppato da Sunsoft per Nintendo Famicom. È stato pubblicato il 17 aprile 1986. Fu successivamente portato su PC il 29 giugno 2001 come parte di Ultra 2000 Sunsoft Classic Games 1 (insieme a Super Arabian e The Wing of Madoola), e su PlayStation il 6 dicembre 2001 come parte di Memorial Series SunSoft Vol. 2 (in coppia con Route-16 Turbo). Tutte le versioni sono state messe in commercio solo in Giappone.

## Trama
Diversi anni fa, una gigantesca isola nacque a sud dell'oceano atlantico a causa di improvvisi cambiamenti sulla superficie della Terra. Numerosi avventurieri si diressero verso l'isola per investigare, ma nessuno di loro è stato in grado di tornare a casa. L'isola si chiamava Atlantide, e nessuno si avvicinava per paura. L'unico fu un avventuriero dilettante di nome Wynn (ウィン?), che decise di andare sull'isola dopo aver appreso che il suo maestro, scomparso più di un anno e mezzo prima, si era diretto lì. Armato con la dinamite speciale inventata dal suo maestro, Wynn si dirige verso Atlantis tutto solo, affrontando il malvagio demone Zavila che cerca di far rivivere un antico Impero.

## Modalità di gioco
Il gioco è un platform a scorrimento, sullo stile di Super Mario Bros., ma a differenza di Mario, Wynn può correre in entrambe le direzioni, e non solo verso destra. Comunque, la fisica un po' irregolare del gioco, le morti istantanee (un singolo colpo è sufficiente) e percorsi multipli rendono Atlantis no Nazo più difficile del titolo Nintendo.
I livelli del gioco sono indicati come "zone", e il giocatore viaggia attraverso varie località, come campi, grotte, rovine, templi, e anche attraverso le nuvole. Il gioco è composto da 101 zone (zone 1-99, la zona finale e la zona finale segreta), e non presenta elementi che rimandino agli atlantidei, ma piuttosto statue moai e piramidi appaiono nello sfondo. Nelle zone più avanzate il terreno può essere difficile da vedere a causa del buio, o può diventare difficile controllare il personaggio perché il terreno è coperto di ghiaccio. Alcune zone (chiamate "buchi neri") richiedono solo una caduta. Tre zone non sono collegate al gioco principale, quindi è possibile accedervi solo utilizzando un comando nascosto che permette al giocatore di selezionare e giocare qualsiasi zona egli voglia.
Il giocatore inizia dalla prima zona (la zona 1), e deve dirigersi verso la zona finale per salvare il maestro di Wynn, mentre si difende da numerosi nemici lanciando candelotti di dinamite. Le prime zone sono generalmente più facili in termini di difficoltà, mentre le ultime sono più difficili. Il giocatore può comunque essere trasportato da una zona di facile direttamente in una più dura o viceversa, grazie a delle warp zone segrete in grado di fargli saltare un gran numero di zone. Per ogni zona è presente un limite di tempo, e il timer visualizzato nella parte inferiore dello schermo inizia il conteggio alla rovescia da 999. Non riuscire a raggiungere la zona successiva in tempo comporta la perdita di una vita. Il giocatore perde una vita anche se Wynn tocca un nemico, viene colpito da un attacco nemico, cade in una buca o rimane coinvolto nell'esplosione del suo stesso candelotto di dinamite.

### Oggetti
Alcuni oggetti che aiutano il giocatore possono essere trovati in ogni zona. I loro effetti continuano finché il giocatore non perde una vita, ma alcuni possono durare anche più a lungo. Gli oggetti in possesso vengono visualizzati all'inizio di ogni livello.
- Lampadina - illumina le aree buie ogni volta che Wynn lancia un candelotto di dinamite.
- Scarpa - permette a Wynn di camminare sulle nuvole.
- S - provoca danni a tutti i nemici sullo schermo ogni volta che Wynn lancia un candelotto di dinamite, anche se cade in una buca o va fuori dallo schermo.
- ↑ - aumenta i punti del giocatore di 3 ogni volta che il giocatore preme sul pad numerico.
- 2 - raddoppia i punti ricevuti per i nemici sconfitti e i tesori raccolti.
- Orologio - rallenta il timer.
- Microfono - permette al giocatore di fermare i movimenti dei nemici parlando nel microfono del secondo controller.
- Stella - rende Wynn invincibile ai nemici e ai proiettili, ma il giocatore può ancora perdere una vita cadendo in una buca o facendo finire il tempo.

### Tesori
Nel gioco sono presenti in tutto 200 tesori, ognuno dei quali una volta ottenuto da un bonus di punti variabile da 1 a 1.000.000, seguendo i multipli di 10. Nessun oggetto può essere trovato in queste casse, forniscono solo punti. Nella parte alta dello schermo un indicatore segnala il numero di tesori raccolti. È comunque impossibile raccoglierli tutti nella stessa partita, poiché alcuni sono accessibili solo usando il comando di selezione zona. Il giocatore guadagna una vita extra ogni volta che raggiunge 100.000 punti; ciò tuttavia non succede se raccoglie tesori che diano 1.000.000 punti.

### Caratteristiche

#### Warp zones
Come già detto in precedenza, le warp zones sono speciali portali che permettono di saltare più zone. Nel gioco sono presenti tre tipi di warp zones: quelle aperte, quelle chiuse e quelle nascoste. Quelle aperte possono essere attraversate subito, mentre quelle chiuse per poter essere utilizzate devono essere aperte facendoci esplodere contro un candelotto di dinamite. Quelle nascoste non sono visibili, e devono essere rivelate facendo esplodere la dinamite in precisi punti, saltando in specifiche buche, suicidandosi con la dinamite o saltando in specifici punti.
NAGOYA
Nella zona 20 ci sono tre statue moai una di seguito all'altra, accompagnate dal messaggio "KEYWORD-NAGOYA-". Questo è uno dei tanti codici del gioco (NA=7, GO=5, YA=8), e grazie ad esso (lanciando 7 candelotti di dinamite sulla prima statua, 5 sulla seconda e 8 sulla terza) è possibile accedere alla zona finale. Questa comunque si presenta diversa rispetto a quella mostrata se la si raggiunge normalmente, e per questo viene chiamata "zona finale segreta". A metà livello è situata la statua di un demone; un grosso bonus di 4.000.000 punti è dato al giocatore se riesce a passarci davanti.
Buchi neri
La zona 42 è completamente nera, ma c'è una misteriosa buca che rimane buia anche dopo l'uso della lampadina. Se Wynn ci cade dentro viene mostrato il messaggio "BLACK HOLE!", ed è subito Game Over. Non ci sono appigli, ed è impossibile sfuggire, a meno che il giocatore non abbia precedentemente inserito il comando di selezione zona. Se il giocatore ha usato una cheat per avere vite infinite, non raggiungerà mai lo schermo di Game Over, ma non potrà neanche proseguire. Un altro buco nero può comparire nella zona 29 a seconda delle warp zones attraversate in precedenza, probabilmente a causa di un bug.

#### Sfondi lampeggianti
Lo sfondo delle zone 57 e 94 lampeggia, rispettivamente, di colore verde e rosso. Questa caratteristica è stata rimossa nei porting per PlayStation e PC, per evitare la possibilità di scatenare crisi epilettiche nei giocatori.

#### Dati inutilizzati
Zone ed oggetti inaccessibili
Le zone 55, 59 e 84 non sono collegate a nessun'altra zona, rendendo così impossibile raggiungerle, a meno di usare il comando di selezione zona. In realtà un accesso alla zona 59 esiste, e si trova nella zona 50, ma un blocco è sovrapposto ad esso, rendendo impossibile l'accesso. Tra i dati non usati dal gioco ci sono anche alcuni oggetti che non appaiono mai. Il perché questi dati siano rimasti nella versione finale del gioco anche se questi non li sfrutta non è chiaro.
Nemici invisibili
Tra i dati inutilizzati del gioco c'è un comando che rende i nemici più scuri e meno visibili nelle zone buie (dove normalmente si vedono esattamente come in quelle illuminate). Questi dati non sono stati usati probabilmente per non incrementare la già parecchio elevata difficoltà di gioco.

#### Zona finale
La zona finale (non la segreta raggiungibile con la warp zone NAGOYA), nonostante la sua elevata difficoltà, può essere completata molto facilmente se si possiede una stella. Sconfitto il demone Zavila, è possibile liberare il maestro di Wynn toccando l'oggetto a forma di diamante a metà del livello. Ciò fa terminare la partita, ma non viene mostrata alcuna schermata di fine gioco, né tantomeno i crediti (che tuttavia appaiono nella zona 26). Dopo aver liberato il maestro, il gioco riprende dalla zona 1 con una maggiore difficoltà. Se il giocatore raggiunge di nuovo la zona 99, in essa comparirà un portale che lo riporterà alla zona 6. Il gioco si ripete ogni volta che viene completato, all'infinito, ogni volta con una difficoltà maggiore.

#### Il "mistero" di Atlantide
Non è mai chiaro quale sia il "mistero" dell'isola, anche dopo che il giocatore completa la zona finale. Tuttavia, un mistero è presente proprio nella zona finale: qui infatti si scopre che il maestro di Wynn è Gonbe, protagonista di Ikki, altro videogioco Sunsoft.

## Storia
Sunsoft sviluppò il gioco perché superasse l'immensa popolarità del titolo Nintendo Super Mario Bros., per questo lo slogan che lo pubblicizzava era Ano Super Mario wo koeta!! (あのスーパーマリオを超えた!!? lett. "Il gioco che ha superato Super Mario!!"), in riferimento al fatto che i livelli di Atlantis no Nazo siano 101, mentre quelli di Super Mario Bros. "solo" 32.
Il titolo comunque non ottenne la popolarità sperata, non venendo nemmeno messo in commercio fuori dal Giappone. 
 Un anno dopo, nel 1987, la Activision acquisì i diritti per la localizzazione del titolo in Nord America, col titolo cambiato in Super Pitfall II (legandolo quindi a Super Pitfall, col quale non ha nessun legame). Il progetto comunque venne cancellato poco dopo.